# Жирков Юрій Валентинович
Ю́рій Валенти́нович Жирко́в (нар. 20 серпня 1983 року, м. Тамбов, РРФСР, СРСР) — російський футболіст клубу «Хімкі». Виступав на позиції як лівого захисника, так і півзахисника. Грав за збірну Росії. Заслужений майстер спорту Росії (2008).

## Клубна кар'єра

### Ранні роки
Юрій Жирков народився у Тамбові і став другою дитиною в сім'ї. Сім'я Жиркових жила бідно, у квартирі мешкало шість чоловік. Для того, щоб не заважати рідним, Юрій часто допізна грав у футбол. У 1994 році за рекомендацією шкільного тренера він вступив до ДЮСШ «Ревтруд». Першим тренером Жиркова став Валерій Шарапов. У цьому ж році Юрій взяв участь у футбольному турнірі, який проходив у місті Камишин. За підсумками турніру Жиркова було визнано найкращим півзахисником. Попри це, за свідченнями самого Юрія, в дитинстві він не виділявся серед інших футболістів, був запасним гравцем. Після закінчення школи № 19 вступив до училища і почав навчання за спеціальністю технік-електрик. Закінчивши училище, отримав диплом про середньо-технічну освіту.

### Спартак (Тамбов)
У 2000 році Юрій приєднався до дубля тамбовського «Спартака». Там Жирков отримував маленьку зарплату, і, щоб допомогти своїй родині, виступав на першість колгоспів за селище Мордово, де за перемоги з ним розраховувалися продуктами харчування. У фіналі першості району Юрій забив два м'ячі на останніх хвилинах матчу, що дозволило команді Мордово стати чемпіоном.
Влітку 2001 року Юрія було дозаявлено за основний склад «Спартака», у складі якого він дебютував 22 серпня 2001 року, вийшовши на заміну на 88-й хвилині матчу проти калузького «Локомотива». У тому сезоні Жирков зіграв два матчі, провівши на полі в загальній складності 4 хвилини. А першим забитим м'ячем Жирков відзначився 25 червня 2002 року, забивши у ворота ФК «Медик» (Селятино) на другій хвилині гри. Поступово Юрій ставав беззаперечним лідером свого клубу, демонструючи окрім впевненої гри ще й чудові бомбардирські якості. Стало зрозуміло, що надовго у Тамбові цей талановитий гравець не затримається. Взимку 2003 року він перебував на перегляді в московському «Спартаку», але не сподобався Романцеву. Пізніше їздив до московського «Локомотива» і київського «Арсенала», однак там теж отримав відмови. У середині грудня 2003 року стало відомо, що Жирков підписав контракт з ЦСКА.

### ЦСКА (Москва)
У складі ЦСКА в офіційному матчі Жирков дебютував 7 березня 2004 року у матчі за Суперкубок Росії проти московського «Спартака». Армійці перемогли з рахуноком 3:1 і саме Суперкубок став першим трофеєм Юрія у червоно-синій формі. Після матчу тренер команди Артур Жорже заявив, що у цього півзахисника велике майбутнє.
У чемпіонаті Жирков дебютував п'ять днів потому у поєдинку з «Торпедо-Металург», а 3 квітня відзначився першим забитим м'ячем у складі армійців, вразивши ворота санкт-петербурзького «Зеніта».
З кожним сезоном у складі ЦСКА Жирков прогресував та демонстрував вболівальникам і спеціалістам, що його потенціал дозволяє вирости у гравця екстра-класу. Найвдалішим для нього, певно як і для всіх армійців, можна назвати 2005 рік, коли ЦСКА здобув золоті нагороди чемпіонату, Кубок Росії та Кубок УЄФА. У фінальному матчі одного з найпрестижніших європейських турнірів Юрій відзначився забитим м'ячем, вивівши свою команду вперед у поєдинку з лісабонським «Спортінгом».
У 2007 та 2008 роках Жиркова в рамках премії «Золота підкова» визнавали найкращим футболістом ЦСКА. Ще тричі за час виступів у складі армійців він посідав третє місце у цій номінації. У 2008 році Юрій був серед номінантів на право отримати «Золотий м'яч», проте не отримав жодного голосу у свою підтримку.

Стало зрозуміло, що незабаром Юрій опиниться у стані одного з європейських грандів. У ЦСКА було мало шансів втримати гравця такого рівня, що постійно прагнув самовдосконалення та підкорення нових висот. Певний час йшлося про зацікавленість у послугах Юрія «Барселони», однак найспритнішими виявилися скаути лондонського «Челсі», які й звернули увагу тренерського штабу англійців на півзахисника ЦСКА.
Після успішного проходження медогляду між Жирковим та «Челсі» було укладено контракт за системою 3+1. Трансферна вартість футболіста склала 18 мільйонів фунтів, таким чином Юрій став найдорожчим футболістом російської першості.

### Челсі (Лондон)

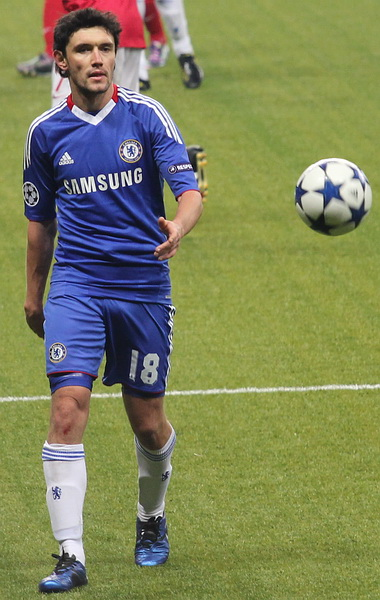
Жирков у складі Челсі

Через декілька тижнів після переходу до лав «аристократів» Жирков отримав травму коліна і вибув майже на місяць, проте повноцінно відновитися від зміг лише у кінці жовтня того ж року.

Вперше у складі «синіх» Жирков з'явився на полі 21 жовтня 2009 року у матчі розіграшу Ліги Чемпіонів проти клубу «Атлетіко» (Мадрид), замінивши на 73 хвилині нападника Саломона Калу (матч закінчився великою перемогою «Челсі» 4:0). Всього ж у першому сезоні після переїзду до Лондона Юрій провів 3 матчі у Лізі Чемпіонів, у яких відзначився однією результативною передачею.
В 1/4 фіналу Кубка ліги 2 грудня 2009 проти «Блекберн Роверз» півзахисник провів на полі всі 120 хвилин і реалізував пенальті в післяматчевій серії одинадцятиметрових. Матч закінчився з рахунком 3:3, а у серії пенальті переміг «Блекберн» (4:3).
У чемпіонаті Юрій дебютував 20 грудня 2009 року у матчі з «Вест Хем Юнайтед», вийшовши на заміну. Всього у тому чемпіонаті Жирков провів 17 матчів у англійській Прем'єр-лізі, не засмутивши голкіперів суперника жодного разу.

Новий сезон для Жиркова почався з Суперкубка, де він вийшов на 79 хвилині, а його команда поступилася клубу «Манчестер Юнайтед» з рахунком 1:3. У чемпіонаті Англії клуб Юрія виступав з перемінним успіхом і за підсумками сезону посів друге місце, а Жирков провів 12 матчів в яких так і не зміг відзначитися. У Кубку Англії «аристократи» провели лише два матчі, а Юрій взяв участь в обох.<
19 жовтня 2010 року Юрій Жирков забив свій перший офіційний м'яч за лондонський клуб. Сталося це в матчі групового турніру Ліги чемпіонів зі «Спартаком». Завдяки цьому голу Жирков став першим російським гравцем, що відправив м'яч у ворота своїх співвітчизників в рамках Ліги чемпіонів.
З певних причин повноцінно розкритися у Англії талановитому півзахиснику не вдавалося і зацікавленість у його послугах все частіше почали виявляти клуби з Росії. Влітку 2011 року бачити Жиркова у своїх лавах бажали московські «Динамо» та «Спартак», а також казанський «Рубін». Найактивнішими в цьому плані були спартаківці, однак Гінер та Абрамович відмивилися продавати Юрія саме туди. Це підтвердив в одному з інтерв'ю головний тренер «червоно-білих», Валерій Карпін: „Він хотів і був готовий повернутися до Росії. І якби в «Челсі» могли його нам продати, Юра б опинився в «Спартаку»“. Однак повернення на Батьківщину не змусило на себе чекати і врешті-решт Жирков таки залишив «Челсі». Однак його вибір дещо здивував фахівців та звичайних уболівальників.

### Анжі (Махачкала)
В кінці липня Жирковим зацікавився махачкалинський «Анжі». 2 серпня клуб і футболіст домовилися про умови чотирирічного контракту, а 6 серпня Юрій офіційно став гравцем «Анжі». Сума трансферу півзахисника склала 15 мільйонів євро. На думку Андрія Канчельскіса, Юрій повернувся до Росії через те, що побоявся конкуренції за місце в стартовому складі «Челсі». На думку ж Євгена Ловчева, Дмитра Хохлова, Равіля Сабітова, Володимира Долгополова та футбольного агента Олексія Сафонова єдиною причиною переходу Жиркова в «Анжі» стали гроші. При цьому сам Юрій заявив, що для нього головне футбол, і він сподівається отримувати від нього задоволення у своїй новій команді.
У першому матчі Жиркова як футболіста «Анжі» (товариська гра збірної Росії з Сербією в Москві) вболівальники, незадоволені переходом футболіста до лав дагестанської команди, освистали його. Після матчу президент РФС Сергій Фурсенко заявив, що таке ставлення до Жиркова не залишиться без наслідків.
14 серпня 2011 року Юрій дебютував у складі «Анжі» в матчі з московським «Спартаком», в якому його клуб поступився з рахунком 0:3. Цей матч став 300-м для Юрія у професійній кар'єрі. Перший гол за «Анжі» Жирков забив в 29-турі пермському «Амкару».

### Виступи у збірній
Наприкінці березня 2004 року Жирков вперше отримав виклик до молодіжної збірної, проте в офіційному матчі Юрій дебютував лише 4 вересня у матчі проти збірної Словаччини, вийшовши на поле в основному складі. Матч закінчився з рахунком 4:0 на користь росіян.
У складі національної збірної Жирков дебютував 9 лютого 2005 року в матчі проти збірної Італії, вийшовши на поле в стартовому складі. Гра завершилася з рахунком 2:0 на користь Італії. Окрім матчів за основну збірну у тому сезоні Жирков зіграв 2 матчі за молодіжку проти Данії. Перший матч закінчився з рахунком 1:0 на користь данців, а в другому вони перемогли росіян з рахунком 3:1. Рахунок в матчі відкрив Юрій вже на другій хвилині гри, проте данці невдовзі змогли вирівняти становище, а на 16-й хвилині вийшли вперед. На 62-й хвилині Каленберг реалізував пенальті, призначений за фол Акінфєєва в штрафній. А в кінцівці матчу, Жирков після того, як суддя відмінив другий гол росіян, зняв з себе футболку і вручив її арбітру, за що отримав червону картку. Також були вилучені Бистров, який заступився за Жиркова, Черногаєв, Самедов (запасний) і Бухаров. Ця подія була засуджена низкою ЗМІ. Пізніше Юрій приніс вибачення за свою поведінку в матчі.
Починаючи з 2005 року Жирков постійно викликався до лав головної команди країни.
На Євро-2008 Жирков виходив на поле формально на позиції лівого захисника, але при цьому закривав усю ліву бровку від краю до краю. У більшості випадків саме він подавав кутові ліворуч, а також бив штрафні з лівого кута поля. За підсумками турніру Юрій потрапив до символічної збірної чемпіонату Європи 2008 року за версією УЄФА, а також отримав бронзові нагороди за вихід до півфіналу.

## Досягнення
Клубні трофеї
- Володар Кубка УЄФА (1):

ЦСКА (Москва): 2004-05
- Чемпіон Росії (5):

ЦСКА (Москва): 2005, 2006
Зеніт: 2018-19, 2019-20, 2020-21
- Володар Кубка Росії (6):

ЦСКА (Москва): 2004-05, 2005-06, 2007-08, 2008-09
Зеніт: 2015-16, 2019-20
- Володар Суперкубка Росії (6):

ЦСКА (Москва): 2004, 2006, 2007, 2009
Зеніт: 2016, 2020
- Чемпіон Чемпіон Англії (1):

Челсі: 2009-10
- Володар Кубка Англії (1):

Челсі:  2009-10
- Володар Суперкубка Англії (1):

Челсі:  2009
Досягнення у збірній
- Бронзовий призер Чемпіонату Європи (2008)

Особисті здобутки
- Заслужений майстер спорту Росії (2005)
- Кавалер «Ордена Дружби» (2006)[42]
- У списках «33 найкращих футболістів чемпіонату Росії» (5): № 1 (2005,2006,2007,2008); № 2 (2004)
- У рамках премії «Золота підкова» двічі отримував «Золоту підкову» (2007,2008) та тричі «Бронзову» (2004,2005,2006)
- Потрапив до символічної збірної чемпіонату Європи 2008 року за версією УЄФА
- Номінант на «Золотий м'яч» (2008)
- Найкращий футболіст року за версією РФС (2008)[43]

## Приватне життя

### Сім'я
У Юрія є двоє братів і сестра. Молодший брат Микола — футболіст. Певний час виступав за молодіжну команду ЦСКА, потім за тамбовський «Спартак».
1 лютого 2008 у Юрія Жиркова відбулося весілля. Дружину футболіста звати Інна. 8 вересня 2008 року у сім'ї Жиркових народився син Дмитро, 21 серпня 2010 — донька Мілана, 25 вересня 2015 - син Данило.

### Освіта
Середню освіту здобув у школі № 19, після закінчення якої вступив до училища і почав навчання за спеціальністю технік-електрик. Після закінчення училища отримав диплом про середньо-технічну освіту. У грудні 2008 року Юрій здав останні іспити в Тамбовському державному університеті і захистив диплом.

## Цікаві факти
- На дозвіллі Жирков грає в комп'ютерні ігри, слухає музику, дивиться фільми. Останніми роками Юрій захопився колекціюванням предметів, пов'язаних з німецько-радянською війною. Згодом, він планує відкрити маленький музей в своєму будинку, де буде виставлена його колекція[47].
- Юрій Жирков двічі потрапляв в автомобільні аварії. Вперше це сталося у січні 2005 року в Тамбові: футболіста, який їхав на високій швидкості, підрізали, через що він врізався в стовп. Юрій вижив тільки завдяки подушкам безпеки. 18 грудня 2008 Юрій потрапив в ДТП в Калінінграді[48]. Футболіст в інциденті не постраждав.